# Don’t Talk
Don’t Talk (dt.: „Rede nicht“) ist ein US-amerikanischer Kurzfilm von Joseph M. Newman aus dem Jahr 1942.

## Handlung
MGMs Kriminalreporter stellt FBI-Agent Jack Sampson vor, der angesichts der Gefahren des Zweiten Weltkriegs die US-amerikanische Öffentlichkeit vor Industriespionen warnen möchte. Von seinem Schreibtisch aus berichtet er von einem Vorfall, der sich am 29. November 1941 ereignet hat:
In einer großen Industrieanlage explodiert eine Bombe und zerstört eine Lagerhalle mit wertvollem Mangan. Das FBI stellt umgehend Nachforschungen an, während im Radio bereits verkündet wird, dass es sich um Sabotage handelt. In einem Schönheitssalon kommt dies auch einem Friseur zu Ohren. Er entschuldigt sich bei seiner Kundin und geht in ein Hinterzimmer, wo drei Männer und zwei Frauen auf ihn warten. Er beschwert sich, dass die Explosion nicht nach Plan verlief und lediglich eine Halle zerstört wurde. Daraufhin öffnet er einen Brief mit einem Kalender, auf dem er mit einer Flüssigkeit ein markiertes Datum sichtbar macht. Anschließend verbrennt er das Papier. Eine der Frauen arbeitet als Kellnerin namens Beulah Anderson in einem Café, wo sich die redseligen Arbeiter der Anlage regelmäßig aufhalten. Jack Sampson und seine Leute kommen ihr auf die Schliche. Von einem gegenüberliegenden Haus beobachten die FBI-Agenten das Café, um herauszufinden, mit wem Beulah in Kontakt steht und auf welche Weise sie ihre gesammelten Informationen übermittelt. Es zeigt sich, dass sie dazu die Speisekarte im Schaufenster benutzt, auf der sie immer wieder Buchstaben austauscht oder andere Gerichte auflistet.
Einer ihrer Komplizen versucht daraufhin, an einem Lastwagen eine Bombe anzubringen, und erschießt kurzerhand einen Wärter, der ihn dabei überrascht hat. Er packt seine Gerätschaften samt Bombe zusammen und verschwindet. Das FBI entdeckt das Loch am Lastwagen, in dem die Bombe hochgehen sollte. Zudem erfahren die Agenten, dass ebendieser Lastwagen am Abend zur Industrieanlage fahren sollte und ein Arbeiter mit dem Wärter im Café darüber gesprochen hatte. Das FBI lässt nun Konservendosen und den Müll des Cafés überprüfen und unterzieht alle Papier- und Lebensmittelreste verschiedensten chemischen Tests, um zu ermitteln, wie Beulah ihre Informationen weiterreicht. Die Tests bleiben jedoch ergebnislos. Als die FBI-Agenten schließlich herausfinden, dass Beulah die Speisekarte zur Übermittlung nutzt, stellen sie den Spionen eine Falle, indem sie falsche Informationen über einen Transport mit einem Zug verbreiten. Als ein Pärchen im Café in Beulahs Anwesenheit über den eigentlichen Transport mit mehreren Lastwagen spricht, verlässt Beulah noch vor ihrem Feierabend das Café und wird nun vom FBI verfolgt. Sie sucht den Friseur auf und erzählt ihm, dass der Transport mittels Lastwagen durchgeführt werde. Dieser instruiert per Telefon sofort seine Komplizen und fährt dann in seinem Wagen davon. Zwei FBI-Agenten werden auf den Wagen aufmerksam und verfolgen ihn. Sie treffen schließlich auf die Bande und werden gefangen genommen. Die Spione wollen daraufhin eine Brücke in die Luft sprengen, sobald sich die Lastwagen auf ihr befinden. Da die beiden FBI-Agenten nicht an ihr Funkgerät gehen, schickt Jack Sampson eine Polizeistreife los. Als sich die Lastwagen der Brücke nähern, gelingt es einem der FBI-Agenten in einem Wagen zu fliehen und die Lastwagen zu stoppen. Die Polizeistreife erschießt zwei der Saboteure und der Rest der Bande wird vom FBI festgenommen.
Zum Abschluss gibt Jack Sampson den Zuschauern den Rat, außerhalb der Arbeit nie über ihre beruflichen Tätigkeiten zu sprechen, könnte doch ein Spion in der Nähe sein.

## Hintergrund
Don’t Talk wurde von MGM als Teil der Reihe Crime Does Not Pay produziert und am 28. Februar 1942 in den Vereinigten Staaten veröffentlicht.

## Auszeichnungen
Bei der Oscarverleihung 1943 war Don’t Talk in der Kategorie Bester Kurzfilm für den Oscar nominiert, konnte sich jedoch nicht gegen Warner Brothers’ Beyond the Line of Duty durchsetzen.